# Hszia-házbeli Hszie
Hszia (Xia)-házbeli Hszie (Xie) a félig legendás Hszia (Xia)-dinasztia 10. uralkodója, aki a hagyomány szerint 16 évig (kb. i. e. 1996-1980) uralkodott.

## Származása, családja
Hszie (Xie) a dinasztia 9. uralkodójának, Mangnak a fia, aki apja halála után lépett trónra, és lett a Hszia (Xia)-dinasztia 10. uralkodója. A feltehetően i. e. 1980-ban bekövetkezett halála után idősebbik fia, Pu Csiang (Bu Jiang) követte a trónon, de fiatalabbik fia is, Csiung (Jiong) is uralkodó lett kb. i. e. 1921-ben.

## Élete
Életéről, akárcsak a legtöbb Xia (Hszia) uralkodónak az életéről meglehetősen kevés információt tartalmaznak a források. A korai történeti művek általában csak szűkszavú, a legfontosabb eseményekre koncentráló, kronologikus felsorolást tartalmaznak. Hszie (Xie) uralkodása idején a Bambusz-évkönyvek szerint a következők történtek:
- Trónra lépésére a hszin-vej (xinwei) 辛未 naptári ciklusjelű évben került sor.[1]
- Uralkodása 12. évében a vazallus jin (yin) 殷 herceg, Ce-haj (Zihai) 子亥, miközben a Juji (Youyi)ban 有易 vendégeskedett， gyilkosságot követett el, és elmenekült.[2]
- Uralkodása 16. évében Ce-haj (Zihai) utódja, Vej (Wei), Ho (He) grófjával (Ho po (He bo) 河伯) közösen hadsereggel támadták meg Juji (Youyi)t és megölték a térség urát (csün (jun) 君), Mien-csen (Mianchen)t 綿臣.[3]
- Uralkodása 21. évében a környező barbár törzsek vezetőit megerősítette tisztségeikben.[4]